# Отмар Шафнауер
Отмар Шафнауер (рођен 13. августа 1964) је румунско-амерички инжењер. Тренутно је главни извршни директор и директор тима Астон Мартин Ф1 тима.
Шафнауер је рођен у Семлачу, малом селу у западној Румунији од оца Американца немачког порекла и мајке Румунке, али се преселио у Детроит у САД када је имао седам година. Дипломирао је електротехнику на Универзитету Вејн Стејт у Детроиту пре него што је магистрирао пословне и финанције на Универзитету у Детроиту.
Придружио се компанији Форд Мотор 1986. године и именован је за програмског менаџера Форда у Сједињеним Државама. Док је радио за Форд, похађао је школу возача Џим Расел Рејсинг Драјвер и почео да се такмичи у Формули Форд 1991. Напустио је Форд 1998. године да би постао оперативни директор Бритиш Американ Рејсинг у Формули 1. Након неуспешних разговора са Јагуар Рејсинг -ом, Хонда га је запослила по повратку у Формулу 1 2001. године, чиме је постао потпредседник Хонда Рејсинг Девелопментс и члан Управног одбора Хонда Ф1 тима. Након што је напустио Хонду 2008., основао је Софт Павер, који је у јуну 2009. објавио званичну апликацију ''Formula One Timing and Track Positioning Application'' на ајфону.
Шафнауер се придружио Форс Индији у октобру 2009. године и одиграо је кључну улогу у побољшању перформанси тима, с тим да је тим ишао узлазном путањом, заузевши седмо место у 2010. и шесто место у 2011, 2013. и 2014. години, пре него што се пробио у првих пет у 2015. години и постизање тимски најбољег четвртог места у 2016. и 2017. Шафнауерови напори такође су одиграли важну улогу у тиму који је обезбедио дугорочни споразум о коришћењу погонског агрегата Мерцедес од сезоне 2014. па надаље.
Шафнауер је остао у Форс Индији пошто су продати 2019. и постао Астон Мартин за сезону 2021, пре него што је напустио тим у јануару 2022. У фебруару 2022. придружио се БВТ Алпин Ф1 тиму као директор тима.

## Награде и признања
Шафнауер је 2013. године примљен у Кућу славних УСФ2000 као признање за своја тркачка достигнућа у мото спорту у последњих двадесет година.